# Étray
Étray är en kommun i departementet Doubs i regionen Bourgogne-Franche-Comté i östra Frankrike. Kommunen ligger i kantonen Vercel-Villedieu-le-Camp som tillhör arrondissementet Pontarlier. År 2022 hade Étray 290 invånare.

## Befolkningsutveckling
Antalet invånare i kommunen Étray
Referens:INSEE